# 阿尔伯特·爱因斯坦广场

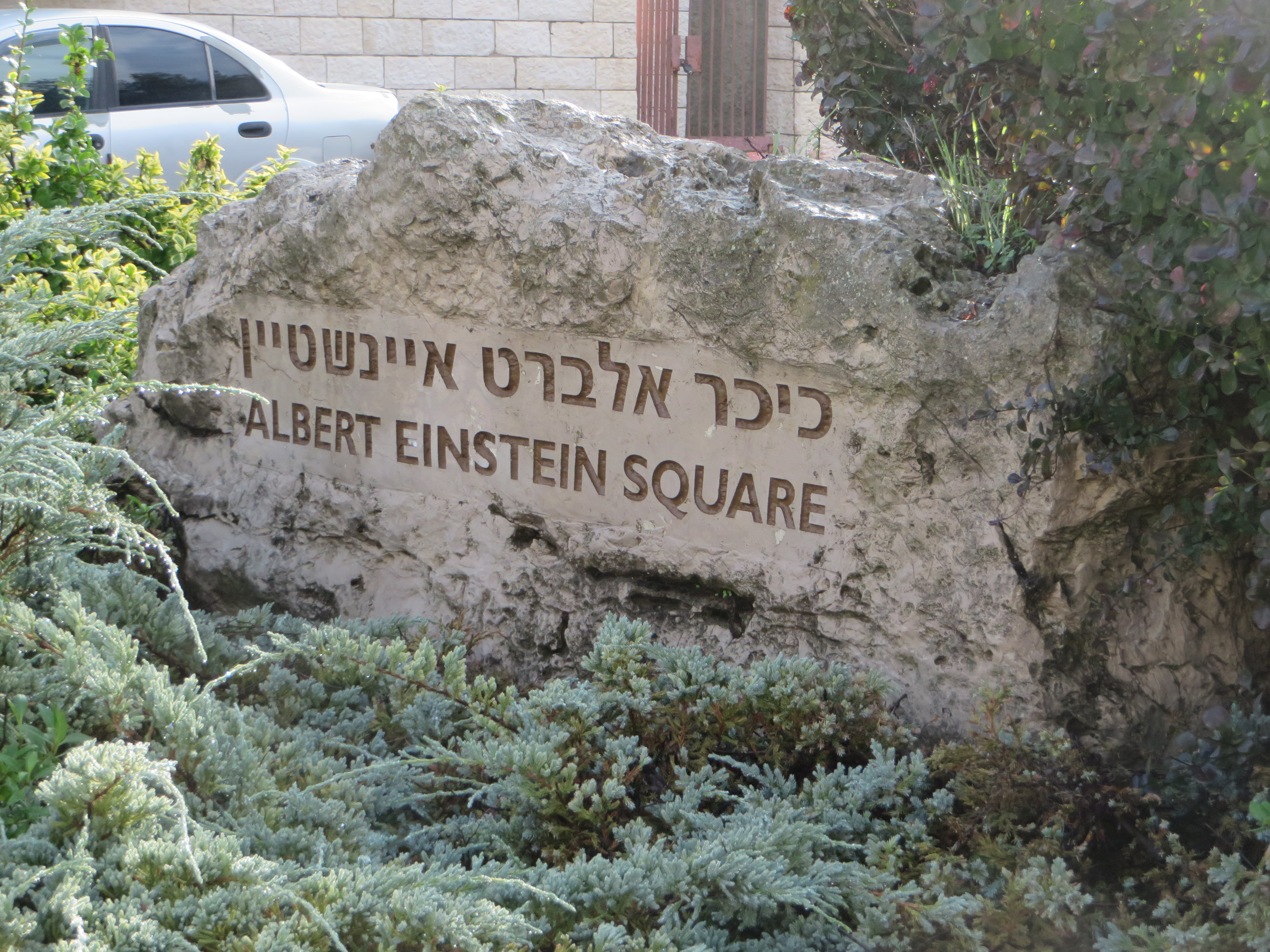
阿尔伯特·爱因斯坦广场路牌，耶路撒冷，以色列

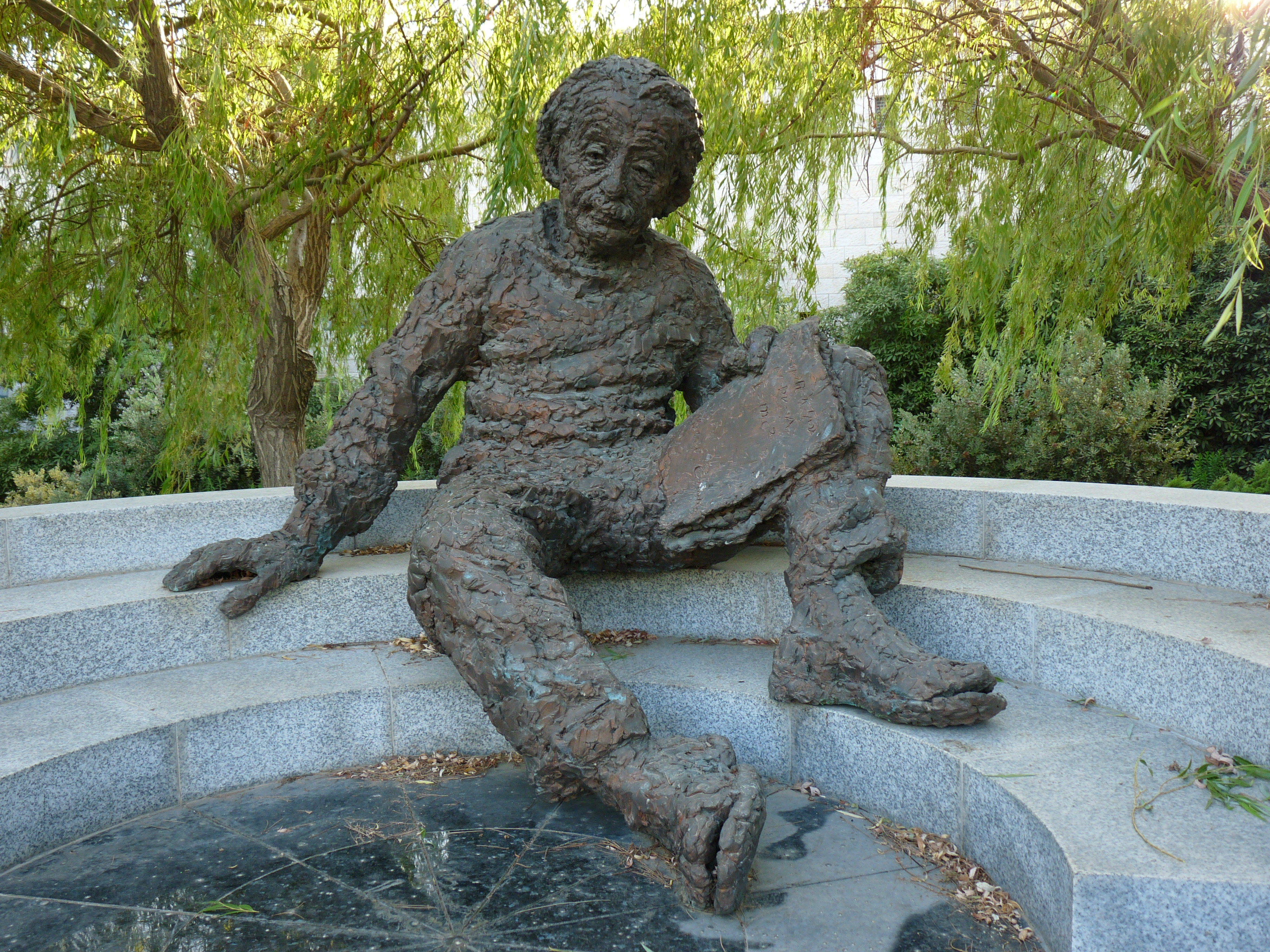
阿尔伯特·爱因斯坦广场上以色列科學與人文學院花园里的阿尔伯特·爱因斯坦雕像，系美国国家科学院1979年雕像的复制品

阿尔伯特·爱因斯坦广场（Albert Einstein Square，Kikar Albert Einstein）是以色列耶路撒冷的一个广场，以物理学家阿尔伯特·爱因斯坦命名。 
它位于基里亚特·什穆埃尔（Kiryat Shmuel）社区，毗邻以色列高等教育委员会、以色列科学与人文学院和范里尔耶路撒冷研究所（Van Leer Jerusalem Institute）。  

## 历史
阿尔伯特·爱因斯坦（Albert Einstein）在1923年访问巴勒斯坦，历时12天，在耶路撒冷希伯來大學斯科普斯山校区作了第一场演讲。 錫安主義运动领袖梅纳赫姆·乌西什金（Menachem Ussishkin）邀请爱因斯坦在耶路撒冷定居，但其实这是爱因斯坦对这座城市的唯一一次访问。阿尔伯特·爱因斯坦档案（Albert Einstein Archives）位于耶路撒冷希伯来大学的吉瓦特拉姆校区。由于爱因斯坦支持希伯来大学、錫安主義和教育，与以色列的几所具有国家意义的高等教育和研究机构都有关系的这个广场，就以爱因斯坦命名。在附近的以色列科学与人文学院花园中，有一尊爱因斯坦雕像。
附近的地标是耶路撒冷剧院和以色列总统的官邸。再往西南是伊斯兰艺术博物馆（Museum for Islamic Art）。